# Jesse Winchester
Pour les articles homonymes, voir Winchester et Jesse Winchester (homonymie).
Jesse Winchester (né le 4 octobre 1983 à  Long Sault (en)  dans la province de l'Ontario au Canada) est un joueur professionnel canadien de hockey sur glace.

## Carrière
N'ayant pas été réclamé au repêchage, il joue avec l'équipe de l'université Colgate jusqu'en 2008, année où il signe son premier contrat professionnel avec les Sénateurs d'Ottawa. Il ne joue qu'une rencontre avec ces derniers en 2007-2008 avant d'obtenir un poste permanent avec l'équipe dès la saison suivante. Ralenti par les blessures, Jesse Winchester reste joueur libre jusqu'au mois de novembre 2012, où il rejoint le TuTo Turku dans le championnat de deuxième division finlandais, la Mestis. À la fin du mois de janvier 2013, l'attaquant rejoint le Jokerit dans la ligue élite finlandaise, la SM-liiga. Il joue la saison 2013-2014 avec les Panthers de la Floride avant de signer un contrat de deux ans avec l'Avalanche du Colorado le 1er juillet 2014. Il subit une commotion cérébrale après avoir reçu un coup de Dennis Wideman lors d'un match de pré-saison contre les Flames de Calgary et manque la totalité de la saison 2014-2015.

## Statistiques
| Saison     | Équipe                 | Ligue      |     | Saison régulière | Saison régulière | Saison régulière | Saison régulière | Saison régulière |   | Séries éliminatoires | Séries éliminatoires | Séries éliminatoires | Séries éliminatoires | Séries éliminatoires |
| Saison     | Équipe                 | Ligue      | PJ  | B                | A                | Pts              | Pun              | PJ               | B | A                    | Pts                  | Pun                  |                      |                      |
| 2004-2005  | Raiders de Colgate     | NCAA       | 28  | 2                | 2                | 4                | 22               | -                | - | -                    | -                    | -                    |                      |                      |
| 2005-2006  | Raiders de Colgate     | NCAA       | 37  | 14               | 22               | 36               | 31               | -                | - | -                    | -                    | -                    |                      |                      |
| 2006-2007  | Raiders de Colgate     | NCAA       | 37  | 16               | 21               | 37               | 52               | -                | - | -                    | -                    | -                    |                      |                      |
| 2007-2008  | Raiders de Colgate     | NCAA       | 40  | 8                | 29               | 37               | 51               | -                | - | -                    | -                    | -                    |                      |                      |
| 2007-2008  | Sénateurs d'Ottawa     | LNH        | 1   | 0                | 0                | 0                | 2                | -                | - | -                    | -                    | -                    |                      |                      |
| 2008-2009  | Sénateurs d'Ottawa     | LNH        | 76  | 3                | 15               | 18               | 33               | -                | - | -                    | -                    | -                    |                      |                      |
| 2009-2010  | Senators de Binghamton | LAH        | 4   | 2                | 2                | 4                | 0                | -                | - | -                    | -                    | -                    |                      |                      |
| 2009-2010  | Sénateurs d'Ottawa     | LNH        | 52  | 2                | 11               | 13               | 22               | 6                | 0 | 0                    | 0                    | 0                    |                      |                      |
| 2010-2011  | Sénateurs d'Ottawa     | LNH        | 72  | 4                | 9                | 13               | 42               | -                | - | -                    | -                    | -                    |                      |                      |
| 2011-2012  | Sénateurs d'Ottawa     | LNH        | 32  | 2                | 6                | 8                | 22               | 4                | 0 | 0                    | 0                    | 0                    |                      |                      |
| 2012-2013  | TuTo Turku             | Mestis     | 11  | 3                | 7                | 10               | 58               | -                | - | -                    | -                    | -                    |                      |                      |
| 2012-2013  | Jokerit                | SM-liiga   | 5   | 0                | 3                | 3                | 2                | -                | - | -                    | -                    | -                    |                      |                      |
| 2013-2014  | Panthers de la Floride | LNH        | 52  | 9                | 9                | 18               | 38               | -                | - | -                    | -                    | -                    |                      |                      |
| Totaux LNH | Totaux LNH             | Totaux LNH | 285 | 20               | 50               | 70               | 159              | 10               | 0 | 0                    | 0                    | 0                    |                      |                      |

## Transactions
- 25 mars 2008 : signe un contrat comme agent libre avec les Sénateurs d'Ottawa ;
- Novembre 2012 : rejoint le TuTo Turku ;
- Janvier 2013 : signe un contrat avec Jokerit.